# 小山口遗址
小山口遗址位于中国安徽省宿州市埇桥区曹村镇小山口村，是一处新石器时代遗址，2013年被列为第七批全国重点文物保护单位。
小山口遗址于20世纪80年代中期由宿县文管所调查发现，1991年中国社会科学院考古研究所安徽队对这该遗址和附近的古台寺遗址进行了试掘。小山口遗址地处安徽省最北部，北部紧邻江苏徐州铜山区，其东为京沪铁路，西为萧县界，遗址面积约2～3万平方米。考古发掘发现了龙山文化、大汶口文化及新石器时代早期文化遗存。所发现的新石器时代早期文化遗存距今约8000年，是安徽省已确定的新石器时代遗址中最早的新石器文化，研究学者将其命名为“小山口文化”。